# Овгорт
Овго́рт (рос. Овгорт) — село у складі Шуришкарського району Ямало-Ненецького автономного округу Тюменської області, Росія. Адміністративний центр Овгортського сільського поселення.
Населення — 998 осіб (2010, 904 у 2002).
Національний склад станом на 2002 рік: ханти — 63 %.